# Anna Wendel
Anna  Wendel, geb. Dehn, gesch. Mazikowski (Rufname „Anni“) (* 29. März 1909 in Berlin; † 23. Juli 2002 ebenda), war eine Kreuzberger Arbeiterin, Gewerkschafterin, Arbeitersportlerin und Widerstandskämpferin gegen den Nationalsozialismus.

## Leben
Anni Dehn stammte aus einer Kreuzberger Arbeiterfamilie. Nach dem Besuch der Volksschule in Kreuzberg konnte sie aus finanziellen Gründen keine Ausbildung machen und arbeitete als ungelernte Arbeiterin in verschiedenen Berliner Druckereien. Ab 1925 war sie im Arbeitersportverein ASV Fichte aktiv. 1927 trat sie in die Gewerkschaft ein.
Ab 1933 war Anni Dehn im Widerstand für die illegale KPD Südost in Kreuzberg zusammen mit ihrem späteren Ehemann Ludwig Wendel tätig. Sie übermittelte geheime Informationen, vervielfältigte und verteilte Flugblätter und unterstützte politisch Verfolgte und die Familien von bereits Verhafteten durch das Sammeln von Lebensmitteln.
1937 wurden Anni und Ludwig Wendel verhaftet. Bis zum Prozess 1938 saß sie in Einzelhaft im Frauengefängnis Barnimstraße in Friedrichshain. 1938 wurde sie vom Volksgerichtshof zu fünf Jahren Zuchthaus und Ehrverlust verurteilt.
Nach ihrer Entlassung im Mai 1943 kehrte Anni Wendel  nach Kreuzberg zurück. Nach 1945 engagierte sie sich in der VVN-BdA und SEW.